# Nicolás Storace Arrosa
Pour les articles homonymes, voir Storace.
Nicolás Storace Arrosa (né le 5 novembre 1910 à Montevideo - mort le 31 mars 2004 à Montevideo) était un membre du Parti national uruguayen (Parti blanco), ministre de l'Intérieur de l'Uruguay de 1961 à 1963 puis de 1965 à 1967.

## Des études au ministère de l'Intérieur
Il eut neuf enfants de son mariage, dont Nicolás (es), élu sénateur du Parti blanco en 1994, et Juan Luis (es), ministre de la Défense du gouvernement de Julio María Sanguinetti, entre 1998 et 2000.
Nicolás Storace Arrosa eut son diplôme d'avocat puis de notaire à l'Université de la République de Montevideo, et milita dès sa jeunesse au Parti blanco. Membre de la tendance herreriste du Parti national, il fut nommé ministre de l'Intérieur par le premier Conseil national du gouvernement (à majorité blanca), en 1961, poste qu'il conserva en 1963. Il fut nommé à nouveau à ces fonctions lors du second Conseil national blanco, entre 1965 et 1967. Il eut alors notamment à se confronter à la grève des frigorifiques. Storace était par ailleurs en contact étroit avec la CIA,.
Storace se présenta en tant que candidat à la vice-présidence aux élections de 1964, en tant que colistier d'Alberto Héber Usher. Cette formule fut néanmoins battue, au sein même du Parti national, par celle menée par Martín R. Echegoyen.

## Président du Directoire électoral
En 1977, la junte militaire le nomma président du Directoire de trois membres qui remplaçait la Cour électorale dissoute par la dictature. Storace organisa donc le plébiscite de 1980, ainsi que les élections internes de 1982 et les élections générales de 1984, qui ouvrirent la voie à la transition démocratique. Il conserva ses fonctions jusqu'à 1985, les membres de la Cour électorale étant alors nommés par le Parlement démocratiquement élu.
Son enterrement au cimetière Central en 2004 a eu lieu en lui donnant les honneurs d'un ministre d'État.

## Source partielle
- (es) Cet article est partiellement ou en totalité issu de l’article de Wikipédia en espagnol intitulé « Nicolás Storace Arrosa » (voir la liste des auteurs).